# Ernest de Stolberg-Ilsenbourg
Ernest, comte de Stolberg-Ilsenbourg, né le 25 mars 1650 à Ilsenburg et mort le 9 novembre 1710 à Ilsenbourg, est un noble allemand. Il est un comte impérial et comte de Königstein, Rochefort, Wernigerode et Hohnstein, ainsi que le seigneur de Eppstein, Münzenberg, Breuberg, Agimont, Lohra et Klettenberg.

## Biographie
Il est le fils du comte Henri-Ernest de Stolberg et de son épouse Anne-Élisabeth. Le 10 juin 1672, il épouse Sophie-Dorothée de Schwarzbourg-Arnstadt (8 juin 1647 - 26 avril 1708). Ses deux fils meurts dans l'enfance. Sa seule fille, Sophie Élisabeth, lui survit et épouse un prince de Reuss-Untergreiz.
Ernest meurt le 9 novembre 1710. Il est enterré dans l'église du château à Ilsenbourg le 21 décembre 1710. Puisqu'il n'a pas d'héritier mâle, ses biens reviennent à son neveu Christian-Ernest de Stolberg-Wernigerode. Dans son testament, il laisse 1000 Talers à une fiducie de bienfaisance, qui a été créée lors de la mort sa femme qui a laissé 500 Talers dans son testament. Ce fonds est connu comme le Greizer Legs ; il aide les personnes dans le besoin dans le comté de Wernigerode jusqu'en 1931.